# اداره پست پیچیلمو
ساختمان اداری، اداره پست پیچیلمو (به اسپانیایی: Edificio de la Oficina de Correos de Pichilemu).این ساختمان واقع در پیچیلمو، شیلی است که با عنوان اداره پست شهرستان در بین مردم تا روز ۲۶ فوریه ۲۰۱۰ که زلزله‌ای در شیلی رخ داد، شناخته می‌شد. این بنا نیز در ۲ ژوئیه الی ۳ ژوئیه ۲۰۱۰ تخریب شده بود.
این ساختمان از سال ۱۹۹۰ با عنوان اداره پست شناخته می‌شود و مشغول به کار است و در مقابل ایستگاه پلیس پیچیلمو (Carabineros) واقع شده‌است.